# Wojny markomańskie
Wojny markomańskie – seria konfliktów zbrojnych pomiędzy Cesarstwem Rzymskim a plemionami germańskimi w strefie limesu środkowo-dunajskiego w latach 167–180. W pierwszej fazie wojen barbarzyńcy uderzyli na rzymskie prowincje: Noricum (Górna Austria, część Bawarii), Panonię (Węgry, Austria) i Recję (południowe Niemcy i Szwajcaria), a w 169 roku przekroczyli Alpy. Rzymianie opanowali sytuację pod koniec 170 roku i w wyniku kolejnych kampanii zajęli obszary Moraw i południowo-zachodniej Słowacji, gdzie cesarz Marek Aureliusz postanowił utworzyć nowe prowincje. Po śmierci cesarza (180) jego syn Kommodus zrezygnował z planów ojca i wycofał legiony za linię Dunaju.

## Przyczyny wybuchu konfliktu
W I wieku naszej ery w strefie limes reńskiego oraz górno- i środkowodunajskiego rozwijał się system państw klienckich (uzależnionych od Rzymu politycznie lub gospodarczo): najważniejszym z nich było markomańskie państwo Marboda, państwo Kwadów (na wschód i południowy wschód od Markomanów), na zachód od Markomanów znajdowali się Hermundurowie, także silnie uzależnieni od państwa rzymskiego.
Rzymianie wybierali wodzów/królów danych plemion, uzależnili je również gospodarczo – przejęcie kontroli nad podstawowymi szlakami i miejscami handlowymi (targowymi) w strefie przylimesowej. Podobna sytuacja na limesie reńskim – pokojowe podporządkowanie sobie plemion, na przykład Chaukowie, Chattowie i Batawowie dostarczali posiłków wojskowych (tak jak Markomanowie i Kwadowie).
II wiek naszej ery – system państw buforowych (oddzielenie od plemion z głębi Barbaricum):
- plemiona sarmackich Jazygów (dorzecze Cisy, Panonia i Dacja)
- plemię Roksolanów (na północ od granic Mezji – Nizina Wołoska)

Rzym, poprzez wzbogacanie tych plemion, na przykład Markomanów i Kwadów, wzmacniał ich pozycję w świecie barbarzyńskim w I wieku i w pierwszej połowie II wieku. Polityka ta okazała się jednak dla niego zgubna w drugiej połowie II wieku za Antonina Piusa i jego następcy Marka Aureliusza (objął rządy w 161 roku, w bardzo trudnym momencie – początek konfliktu z Partami), który konsolidował siły na wschodzie (przeniósł większość legionów znad Renu i Dunaju na wschód). Hermundurowie, Markomanowie i Kwadowie zorientowali się w sytuacji, ale legaci zdołali odwlec konflikt o jakieś sześć lat. W 166 roku Marek Aureliusz powrócił do Rzymu po pokonaniu Partów. W drodze powrotnej jego armia została zdziesiątkowana przez epidemię dżumy (?), która dotarła również do zachodnich prowincji cesarstwa. Koniec 166/początek 167 roku – pierwszy atak barbarzyńców (Longobardów i Obiów) w strefie środkowego Dunaju, u ujścia Wagu i Hronu. Longobardowie pochodzili znad dolnej Łaby (lewy brzeg) i wzdłuż tej rzeki zawędrowali do Kotliny Czeskiej, a następnie nad środkowy Dunaj. Prawdopodobnie musieli uzyskać zgodę władców swebskich na przemarsz przez te tereny (tak zwana koalicja plemion swebskich).
Wyróżnia się dwa etapy wojen:
- lata 167–171 (etap pierwszy) – inicjatywa po stronie barbarzyńców, ataki na Noricum i Panonię
- lata 171–180 (etap drugi) – kontrofensywa wojsk cesarskich, przeniesienie działań wojennych na północ, na obszary Markomanów i Kwadów

## Pierwszy etap wojen (167-171)

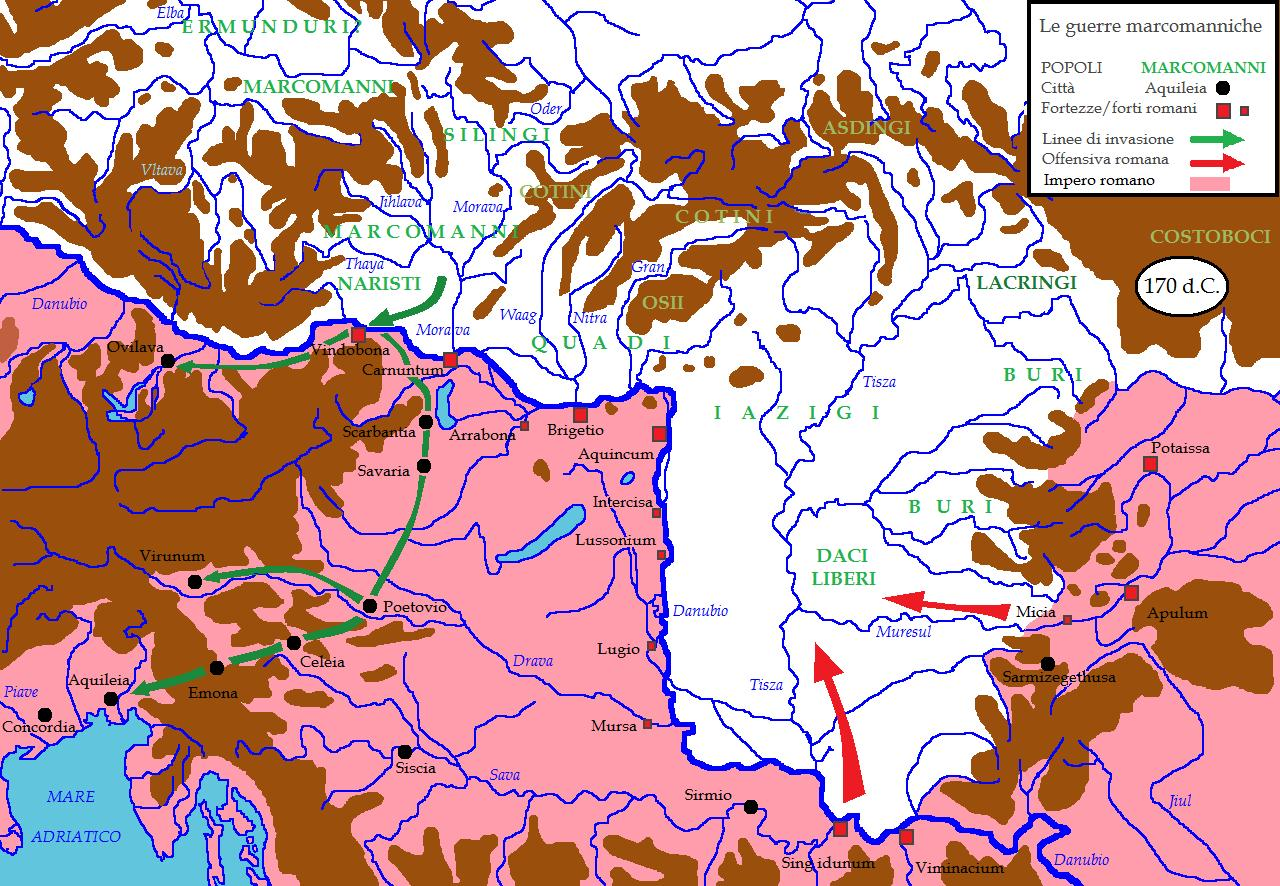
Działania w roku 170 n.e.

Etap ten rozpoczął się atakiem Longobardów i Obiów, którzy doszli w okolice Vindobony (Wiednia), atak szybko odparto – Markomanowie poprosili o pokój. Oznaczało to, że to oni musieli stać za tym atakiem.
- 167–168 – ponowna mobilizacja armii rzymskiej. Marek Aureliusz był zdesperowany – werbował do armii niewolników, barbarzyńców i gladiatorów. Żeby sfinansować nową kampanię, sięgał do skarbu cesarskiego i skarbców świątynnych.
- 168 – Markomanowie i Wiktofalowie (Wandalowie, których pierwotne siedziby lokuje się na części obszaru ziem polskich, na terenach zajmowanych przez kulturę przeworską we WOR) żądali zgody na otrzymanie statusu federatów i osiedlenie się w Panonii, cesarz odmówił – na chwilę zapanował spokój.
- 170 – jedno z największych uderzeń na Panonię i Noricum – Markomanowie i Kwadowie przekroczyli limes na wysokości Carnuntum i skierowali się: Kwadowie do Panonii Inferior (Dolnej), Markomanowie na pogranicze Panonii Górnej i Noricum – na obszarze Noricum pokonali 20 tysięcy Rzymian i udali się w kierunku Alp Julijskich, bezskutecznie oblegali Akwileę, a następnie dotarli do Opiterium w północnych Włoszech.
- 171 – zawrócili na północ i przy próbie przeprawy przez Dunaj zostali pokonani przez wojska cesarskie, które odebrały im łupy wojenne.

Był to najbardziej niszczycielski najazd w historii tych wojen. W źródłach archeologicznych, na większości osiedli rzymskich z Noricum i Panonii, widoczne są warstwy spalenizny, a w dorzeczu Drawy i Sawy pojawiła się wtedy duża ilość skarbów. Tezauryzacja potwierdza zatem pośrednio owe wydarzenia.
- 170 – plemiona sarmackich Jazygów uderzyły od zachodu na Dację
- 170 – Kostobokowie (wolni Dakowie, którzy wyparci przez Hasdingów pojawili się w rejonie dolnego Dunaju, a w I wieku w dorzeczu Cisy) spustoszyli Mezję, Trację i dotarli aż do Grecji.

W tak trudnej sytuacji Marek Aureliusz przeniósł swoją siedzibę z Sirium do Carnuntum (bezpośrednio nad Dunaj), skąd kierował ofensywą Rzymian: początek drugiego etapu.

## Drugi etap wojen (171-180)

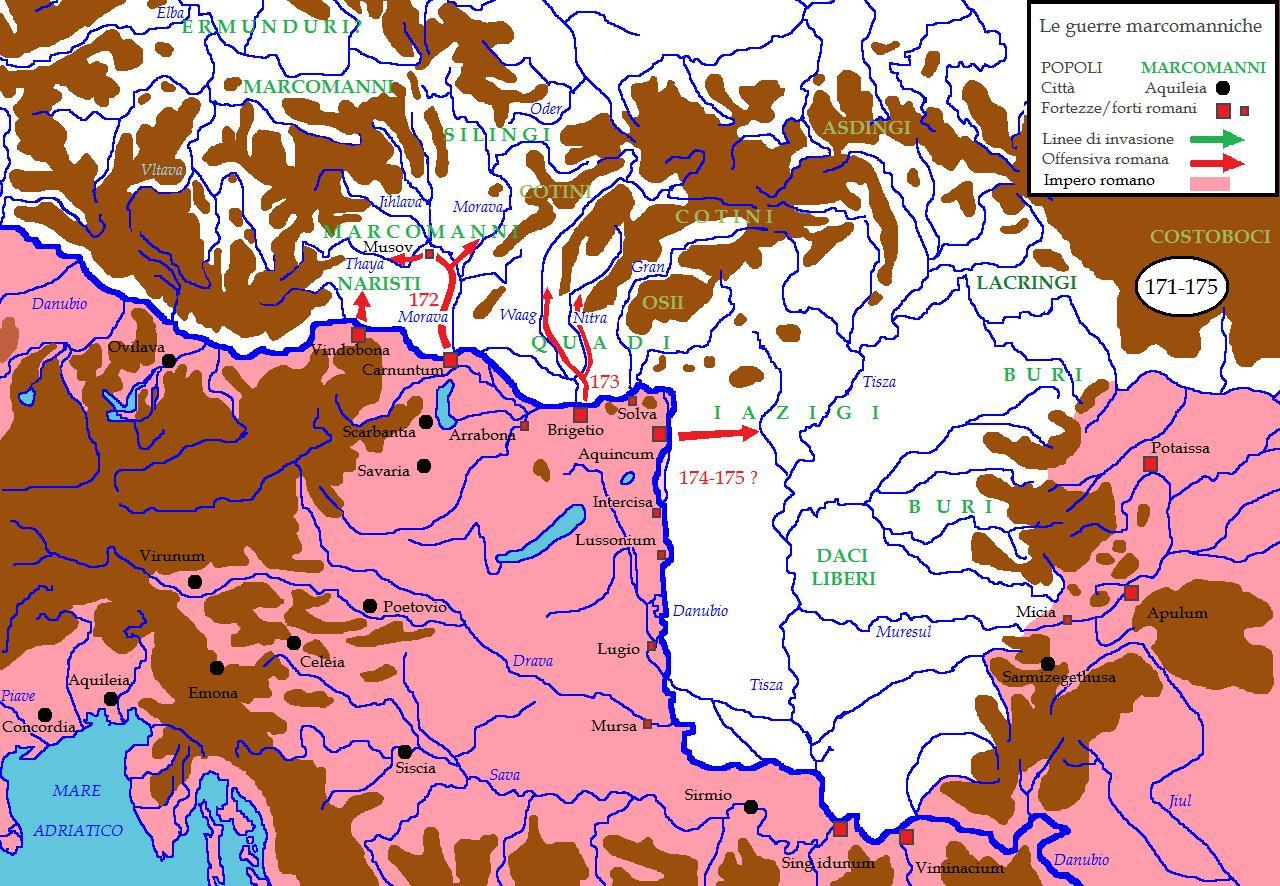
Działania w latach 171–175 n.e.

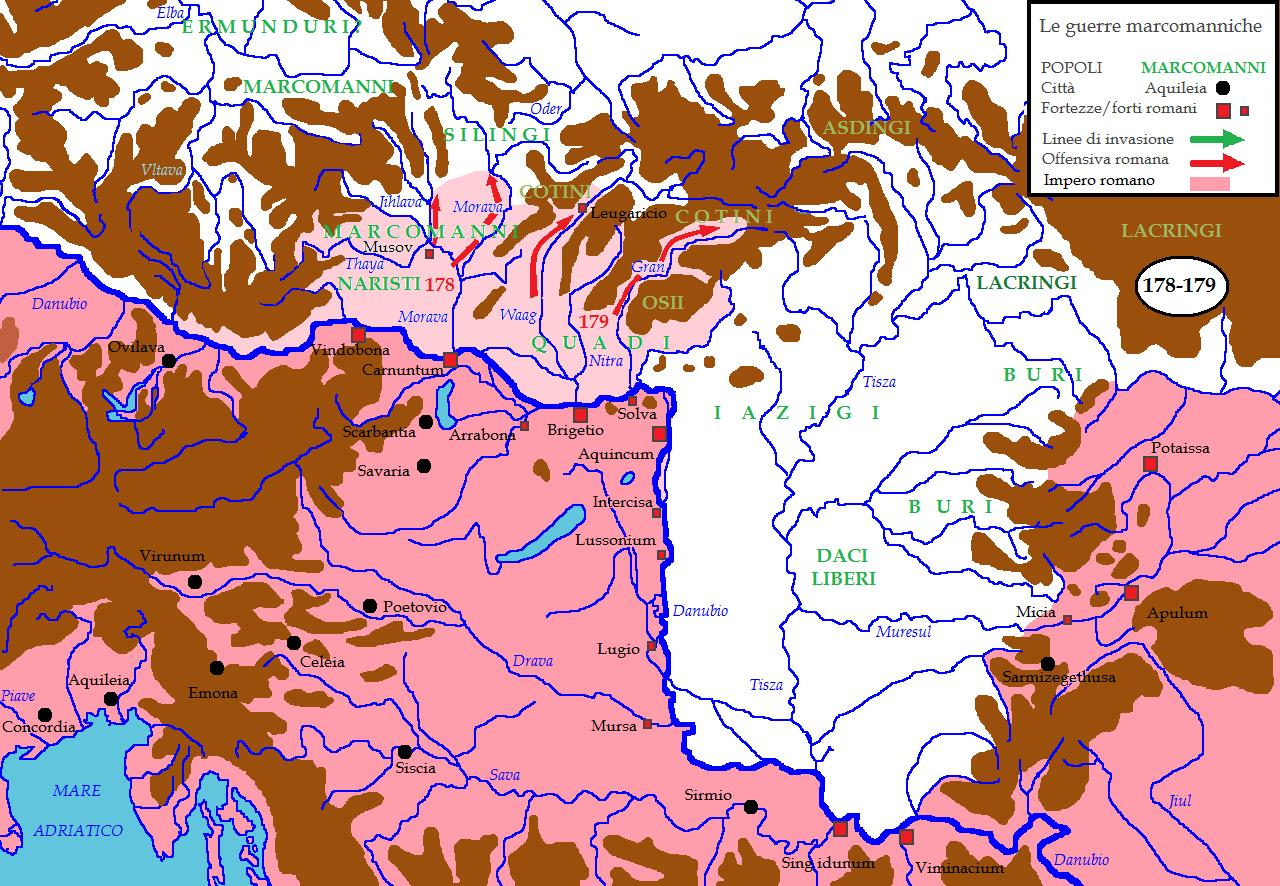
Działania w latach 178–179 n.e.

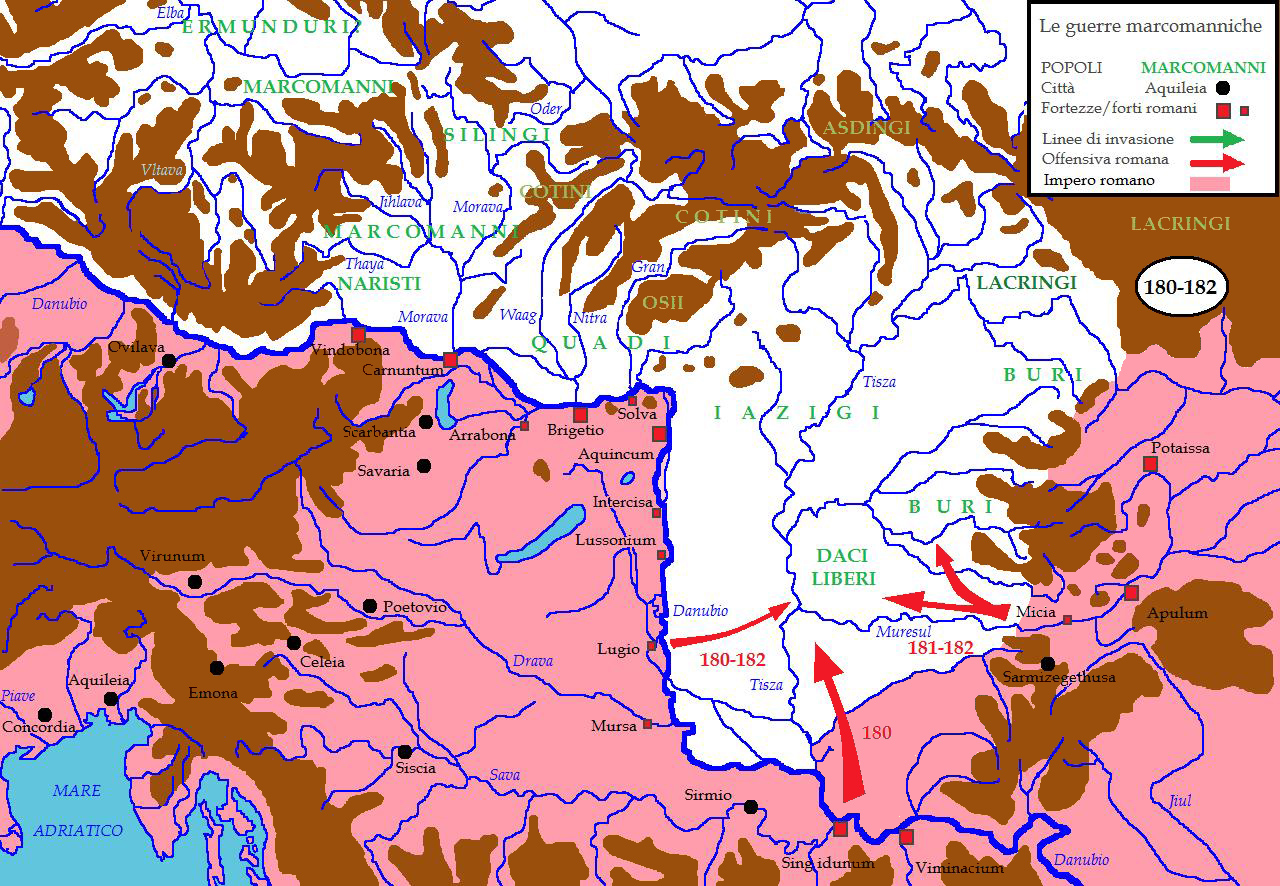
Działania w latach 180–182 n.e.

Współdziałanie ze sobą Markomanów, Kwadów i Jazygów. Pierwszy ruch Marka Aureliusza zmusza Kwadów do zawarcia pokoju, na mocy którego mieli oni:
- wydać rzymskich jeńców
- dostarczać bydła i koni
- nie odwiedzać przylimesowych rzymskich miejsc targowych.

172 – pierwsza duża wyprawa przeciw Markomanom – Rzymianie weszli na tereny na północ od limesu (na Morawy) i odnieśliby niemal całkowity sukces, gdyby nie zdrada Kwadów, którzy przyjęli do siebie uciekinierów markomańskich. Cesarz zawrócił nad Dunaj i rozpoczął ofensywę przeciw Kwadom, która została zakończona pokojem w 173 roku. Podczas tej wyprawy Rzymianie podbili i uzależnili od siebie Kotynów (kojarzonych z kulturą puchowską), którzy jednak już rok później wypędzili wysłanników rzymskich. W efekcie zostali osiedleni w Panonii jako federaci.
173 – kolejny bunt Kwadów. Wypędzili nadanego przez Rzym króla Furtiusa i na jego miejsce powołali Ariogezusa – konflikt zakończony kolejnym pokojem:
- Aureliusz zażądał powstania na terenie Kwadów, wzdłuż Dunaju, strefy buforowej (niezamieszkanej) o szerokości 15 km
- zakazał Kwadom wstępu w obręb rzymskich miejsc targowych w strefie przylimesowej (charakterystyczny warunek dla później zawieranych pokojów)

173–174 – konflikt z Jazygami na obszarze Panonii (usiłowali wtargnąć do Dolnej Panonii) – kontrakcja Rzymian i wmieszanie się Kwadów – trudny moment dla cesarstwa. Ponowne zawarcie pokoju, tym razem bardziej korzystnego dla Kwadów:
- Rzym uznał Ariogezusa
- zezwolił na wolny handel w strefie przylimesowej.

Rzymianie nie zawarli pokoju z Sarmatami. Dopiero po pokonaniu króla sarmackiego w 175 roku został zawarty pokój na warunkach korzystnych dla Rzymu:
- utworzenie przestrzeni buforowej przez Sarmatów
- dostarczanie posiłków wojskowych (8 tysięcy jeźdźców)

177 – początek tak zwanej Expedicio Germanica secundo prowadzona przez Marka Aureliusza i współcesarza Kommodusa:
- zima 179/180 – najważniejszy moment wyprawy – na polecenie Marka Aureliusza wszystkie przełęcze karpackie, głównie w Dolinie Wagu, zostały obsadzone (około 40 tysięcy Rzymian wzięło udział w tej akcji); uniemożliwienie Kwadom przesiedlenia się na tereny Semnonów (nad środkową Łabę). Marek Aureliusz chciał tu założyć dwie nowe prowincje – Markomanię i Sarmację.

180 – zmarł Marek Aureliusz. Po sześciu miesiącach walk Kommodus zawarł pokój z Jazygami, Markomanami i Kwadami. Podstawowe żądania:
- utworzenie niezamieszkanej strefy buforowej szerokości 7,5 km
- zwrot jeńców i uciekinierów rzymskich z terytorium barbarzyńskiego
- dostarczanie posiłków wojskowych
- Kwadowie (zaostrzone warunki) – obowiązek gromadzenia się tylko w obecności oficera rzymskiego.

Kommodus zaprzepaścił osiągnięcia ojca, oddał barbarzyńcom zdobyte tereny i wycofał legiony za Dunaj.
Koniec wojen markomańskich nie oznaczał końca konfliktów w tej strefie limes – nowe konflikty wybuchły już w latach 90. i później.

## Ślady archeologiczne
Odbicie archeologiczne wojen markomańskich na terenie Barbaricum:
Śladów takich nie znano praktycznie do lat 60. XX wieku – program badań obozów rzymskich nad środkowym Dunajem i przyczółków na północ od Dunaju
Lata 90. – archeologia lotnicza – lokalizacja dużej ilości rzymskich obozów marszowych w dorzeczu Morawy (nad Tają i Dyją), związana najprawdopodobniej z okresem wojen markomańskich
koncentracja obozów marszowych na Morawach (nad Dyją i Morawą):
- okolice miejscowości Přibice (w samych Přibicach znajdują się 2 obozy)
- Ivaň – wał o charakterze odcinkowym

Obozy marszowe obecne są również w dorzeczu Hronu i Wagu – najdalej na północ wysunięty znajduje się w okolicach Ołomuńca (60 km od polskich granic)
Południowe Morawy i południowo-zachodnia Słowacja – pewna ilość niewątpliwie rzymskich budowli z cegły (kryte dachówką) – nie miały one militarnego charakteru, rodzaj stacji rzymskich, na przykład Mušov nad Dyją:
- pozostałości rzymskiego założenia (stacji) z I wieku n.e., z czasów Oktawiana Augusta (między innymi prostokątny obiekt z absydą – podobny do tych z obozowisk znad rzeki Lippe)
- pozbawione jest umocnień
- prawdopodobnie są to pozostałości faktorii handlowej lub siedziby germańskich władców zbudowanej na wzór rzymski
- niewątpliwie jest to rzymska inwestycja – na cegłach widnieją stemple legionowe

Mušov – oprócz stacji z czasów Oktawiana Augusta, znajduje się tu obóz marszowy i stacja rzymska funkcjonująca od Trajana do Marka Aureliusza – funkcjonuje ona do początku wojen markomańskich (jej kres nastąpił przed lub na początku wojen):
- kompleks budowli murowanych z cegły pochodzącej z warsztatów wojskowych (stemple na cegłach), więc jest to przedsięwzięcie militarne – nie poświadcza tego brak fortyfikacji
- znaleziono jednak fragmenty uzbrojenia – fragment pancerza łuskowego i trzewik pochwy

Bezpośrednio za strefą przylimesową znajdowały się obozy z przyczółkami mostowymi, na przykład Brigetio (założony za Domicjana) z przyczółkiem na północ od Dunaju, u ujścia Wagu w Iža (założony w okresie wojen markomańskich) – dwie fazy budowlane:
- najstarsza – obóz z drewniano-ziemnymi fortyfikacjami i V-kształtnym rowem – jego ślady pod młodszą fortyfikacją
- młodsza – po wojnach markomańskich – powstał kasztel z kamiennymi fortyfikacjami o powierzchni 170 × 170 m; mur dwumetrowej grubości z dwudziestoma wieżami; trwał przez cały III i większość IV wieku (może nawet do początku V wieku) mimo przełamania limes przez barbarzyńców, dezorganizacji Panonii i wkroczenia Hunów

Obozy marszowe z okresu wojen markomańskich:
- regularne, prostokątne założenia
- posiadają V-kształtny rów – suchą fosę
- wejście bramne z charakterystycznym elementem fosy
- krótko użytkowane – prawie brak materiałów archeologicznych

Obecność Rzymian na północ od Dunaju poświadcza inskrypcja na skale z Trenczyna nad Wagiem (Leugaricio) – brak śladów obozu. Na przełomie 179 i 180 roku zimowało tu 885 żołnierzy legionu pomocniczego, który uniemożliwiał przesiedlanie się Kwadów.
Budowle rzymskie, które nie są pozostałościami założeń militarnych:
- Stupava – na miejscu osady germańskiej z I wieku założono w początkach III wieku kompleks murów i budowli z kamienia importowanego o charakterze cywilnym. Założenie funkcjonowało do drugiej połowy III wieku, datowane mobiliami i tebulami (dachówkami).
- Ziferpatz (południowo-zachodnia Słowacja, także obszar na północ od Dunaju) – kompleks cywilny z cegły pochodzącej częściowo z warsztatów legionowych – jeden z najpiękniejszych przykładów budowli późnoantycznej z IV wieku (powstaje w pierwszej ćwierci IV wieku – użytkowany do końca trzeciej ćwierci IV wieku)

Obecność Rzymian na północ od Dunaju w okresie wojen markomańskich potwierdzają głównie krótkotrwałe obozy marszowe i murowane staje rzymskie powstające w różnych okresach i spełniające różne funkcje (handlowe?, siedziby namiestników?).

## Literatura
- Anthony R. Birley: Mark Aurel. Kaiser und Philosoph. 2. durchges. u. erw. Aufl., München 1977.
- H. Friesinger / J. Tejral / A. Stuppner (Hrsg.): Markomannenkriege – Ursache und Wirkungen. Brno 1994.
- W. G. Kerr: A Chronological Study of the Marcomannic Wars of Marcus Aurelius. Princeton 1995.
- Péter Kovács: Marcus Aurelius' Rain Miracle and the Marcomannic Wars. Brill Academic Publishers, Leiden 2009. ISBN 978-90-04-16639-4 (Mnemosyne Supplements 308).
- G. Langmann: Die Markomannenkriege 166/167 bis 180. Militärhistor. Schriftenreihe 43. Wien 1981.
- Falko v. Saldern: Studien zur Politik des Commodus, Rahden/Westfalen 2003, 76-89.
- G. Schindler-Horstkotte: Der „Markomannenkrieg“ Mark Aurels und die kaiserliche Reichsprägung. Diss. Köln 1982/1985.
- Marek Olędzki: Wojny Markomańskie 162-185 n.e., Bellona SA, Warszawa 2011. ISBN 978-83-11-12035-8.
- Herwig Wolfram The Roman Empire and Its Germanic Peoples page 43 Univ of California Press, 18 mars 2005 - 361 pages